# Jacques Touchet

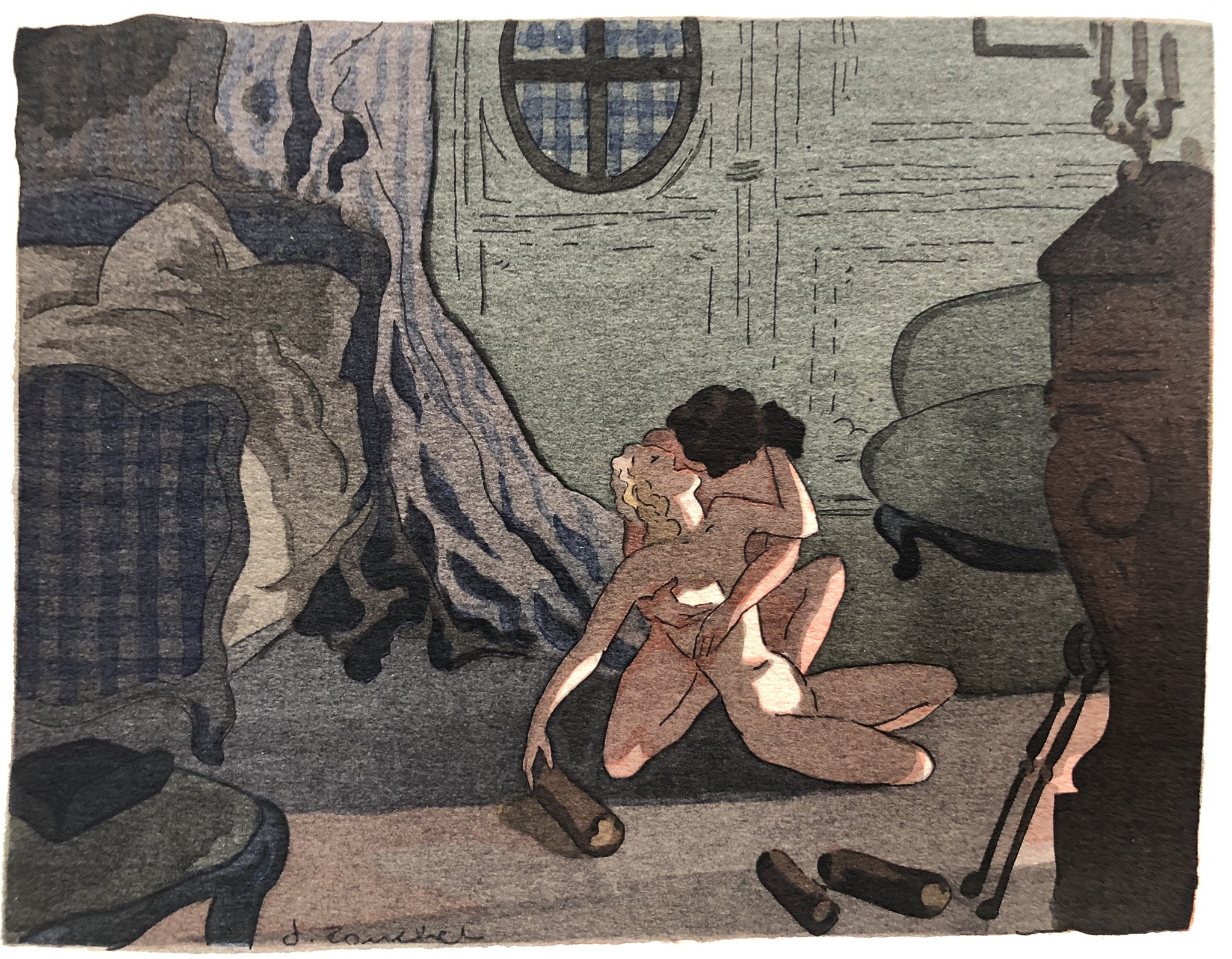
Ilustración para Memorias de Casanova (1950).

Jacques Touchet (París, 17 de septiembre de 1887 - 23 de noviembre de 1949) fue un ilustrador de libros francés. Fue alumno de Paul Renouard y de Louis Morin, colaboró en L'Illustration y realizó también dibujos publicitarios.

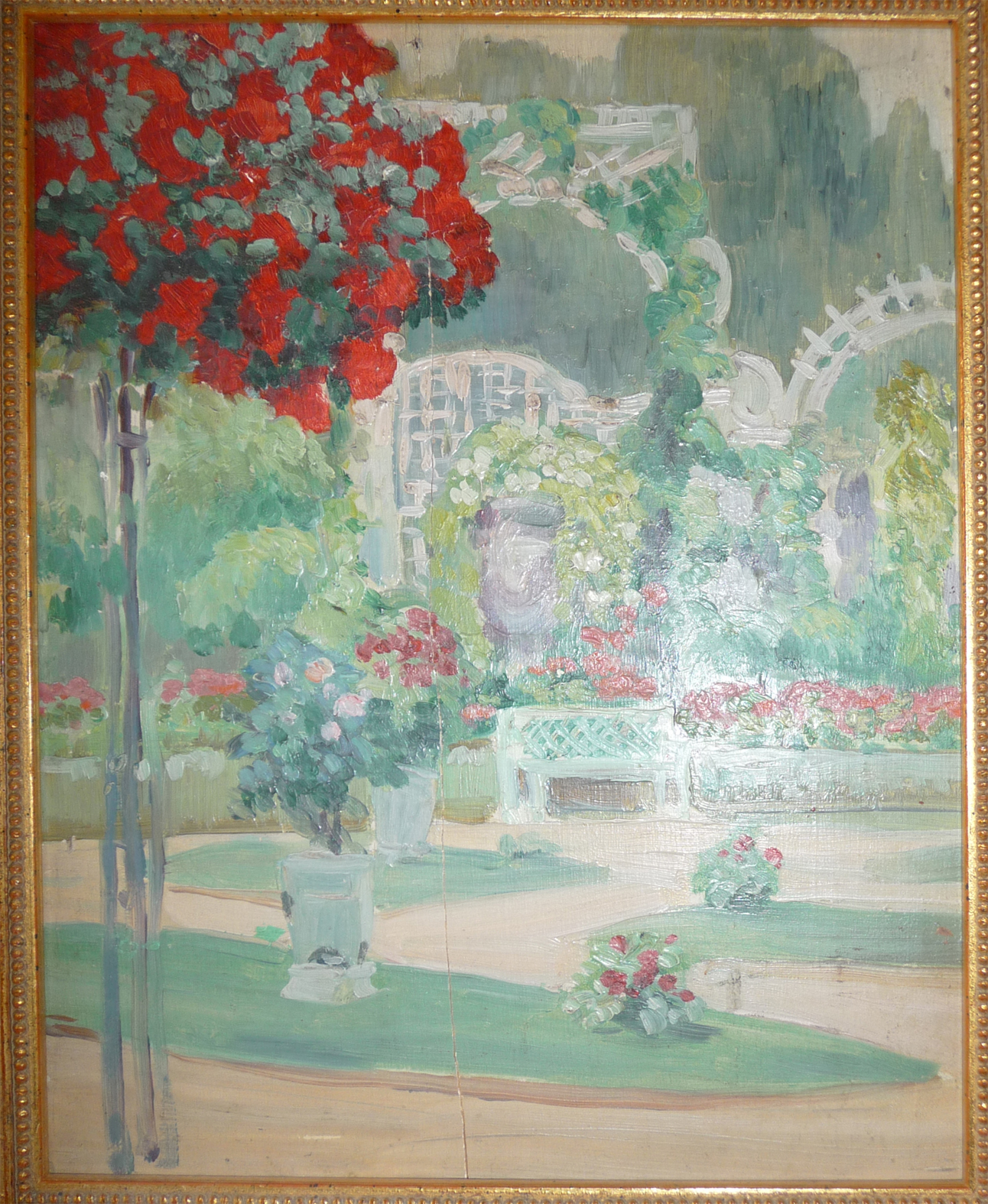
La rosaleda del Haÿ-les-Roses

Jacques Touchet era el hijo menor de Désirée Gravereaux y François Touchet. El rosalista Jules Gravereaux era su tío abuelo, además de su padrino, y lo invió a todas las reuniones familiares, así como a las fiestas que se hacían en el Haÿ des roses. Siendo un joven artista, le sedujo la belleza de los rosales y su colorido, y pintó varios óleos y numerosas acuarelas con este tema.
Durante la Primera Guerra Mundial sirvió durante una temporada en el Ejército de Oriente, tema al que dedicó su primer álbum publicado: Les petits métiers de Salonique (1916). Fue hecho prisionero e internado en Alemania en el campo de prisioneros de Güstrow (Mecklemburgo), donde fue compañero de cautiverio de los pintores Claudius Denis y Joseph Hémard, quien hizo carrera de ilustrador, como él. Su internamiento inspiró Croquis d'un prisonnier de guerre, su segunda obra ilustrada (1918).
Su hija Line Touchet también fue ilustradora de libros. 